# 美团网
美團網是中国大陆第一个精品团购形式的电子商务网站，由美團點評運營。分站基本覆盖全国，每天推出几款超低折扣的本地精品消费的团购服务。

## 历史
2008年，美国团购网站Groupon兴起，成为业内明星创业公司，校内网、饭否创始人王兴复制其商业模式，在中国内地创立同类网站，2010年3月4日，被称为“新型团购网站”的美团网正式上线，每天以低廉价格销售一件商品或套餐。随后，窝窝团、F团、拉手网、糯米网等相继上线，在最高峰时期，中国内地类似的团购网站超过5000家，被媒体称为“千团大战”。2011年，随着团购热潮退却，大部分激进扩张的团购网站陷入危机，在市场逐步整合同时，美团网反超竞争对手，占据市场份额第一，是极少数能在“千团大战”中存活的网站。
2012年起，在团购业务进入饱和后，美团网开始涉足外卖、电影票务、酒店等其他业务。2015年10月，美团与最大竞争对手大众点评网正式宣布合并，成为中国最大的到店餐饮服务平台。